# Чистополье (Омская область)
Чистополье — деревня в Москаленском районе Омской области России. Входит в состав Екатериновского сельского поселения. Население 214 чел. (2010) .

## История
В 1962 г. указом Президиума Верховного Совета РСФСР деревня Сталинка переименована в деревню Чистополье.
В соответствии с Законом Омской области от 30 июля 2004 года № 548-ОЗ «О границах и статусе муниципальных образований Омской области» деревня вошла в состав образованного муниципального образования «Екатериновское сельское поселение».

## География
Чистополье находится на юге Западной Сибири/

## Население
| 2010 |
| ---- |
| 214  |

Гендерный состав
По данным Всероссийской переписи населения 2010 года в гендерной структуре населения из 214 человек мужчин — 115, женщин — 99	(53,7 и 46,3 % соответственно)
Национальный состав
Согласно результатам переписи 2002 года, в национальной структуре населения русские составляли 56 %, немцы	32 % от общей численности населения в 181 чел..

## Инфраструктура
Развитое сельское хозяйство. Личное подсобное хозяйство.

## Транспорт
Автодорога «Екатериновка — Корнеевка — Чистополье» (идентификационный номер 52 ОП МЗ Н-200) длиной 5,20 км..